# Порфирска лежишта бакра
Порфирска лежишта бакра су тела бакарне руде која настају од хидротермалних течности које потичу из волуминозне магматске коморе неколико километара испод самог лежишта. Предатирање или удруживање са тим течностима су вертикални насипи порфритских наметљивих стена по којима овај тип лежишта добија своје име. У каснијим фазама, циркулирајући,метеорске течности могу узајамно деловати са магматским течностима. Сукцесивне овојнице хидротермалних промена обично обухватају језгро дисеминираних рудних минерала често у преломима и венама које обликују залихе. Због великог обима,порфирне руде могу бити економичне,од концентрације бакра до 0,15% и могу имати економске нус-продукте као што су молибден, сребро и злато. У неким рудницима су ти метали главни производ.
Прво минирање лежишта бакра ниског квалитета из великих отворених јама поклопило се отприлике са увођењем парних лопата, изградњом железница и повећаном потражњом на тржишту близу почетка 20. века. Неки рудници користе порфирне наслаге које садрже довољно злата или молибдена, али мало или нимало бакра.
Порфирска лежишта бакра тренутно су највећи извор бакарне руде. Већина познатих порфирских концентрата је у: западној Јужној и Северној Америци и југоисточној Азији и Океанији - дуж Тихог ватреног прстена; Кариби; јужна централна Европа и подручје око источне Турске; раштркане области у Кини, Средњем истоку, Русији и земљама ЦИС-а; и источне Аустралије. Само неколико је идентификовано у Африци, Намибији и Замбији; на Антарктику није познат ниједан. Највећа концентрација највећег порфирског лежишта бакра је у северном Чилеу. Готово сви рудници који експлоатишу велика порфирска лежишта бакра производе се из отворених јама.Ф

## Геолошки преглед

### Геолошка позадина и економски значај
Порфирска лежишта бакра представљају важан ресурс и доминантан извор бакра који се данас експлоатише како би се задовољила глобална потражња. Комплетирањем геолошких података установљено је да је већина порфиријских лежишта старог фанероза и да се налазе на дубини од приближно 1 до 6 километара, вертикалне дебљине у просеку 2 километра. Кроз Фанерозоик је формирано 125.895 порфирских лежишта бакра; међутим, 62% њих (78.106) уклоњено је подизањем и ерозијом. Дакле, 38% (47.789) остаје у кори, од којих су 574 позната лежишта на површини. Процјењује се да налазишта пофрирских лежишта бакра на Земљи садрже отприлике 1,7 × 10 11 тона бакра, што је еквивалентно више од 8.000 година глобалне производње рудника.
Порфирска лежишта бакра представљају важан ресурс бакра; међутим, они су такође важни извори злата и молибдена. Генерално, порфирска лежишта карактеришу ниски степени минерализације руде, порфирски наметљиви комплекс који је окружен венским залихама и хидротермалним бречама . Порфирски талози формирају се у лучним везама и придружују се магми субдукцијске зоне. Порфирска лежишта су груписана у дискретним минералним провинцијама, што имплицира да постоји неки облик геодинамичке контроле или круцијални утицај који утиче на место формирања порфира. Порфирска лежишта јављају се у линеарним, паралелним појасевима од орогена (попут Анда у Јужној Америци).
Чини се да постоје и дискретни временски периоди у којима се концентришу или формирају порфирска лежишта. За порфирска лежишта бакра-молибдена, формирање је подељено у три временска периода: Палеоцен - еоцен, Еоцене- Олигоцен и средње миоценским - плиоцену . И за порфирске епитермалне наслаге злата,обично се ради о временском периоду који се креће од средњег миоцена до рецентног периода, изузеци су познати. Већина великих порфиријских лежишта има старост мању од 20 милиона година. Међутим постоје значајни изузеци, попут 438 милиона година старог лежишта Цадиа-Ридгеваи у Новом Јужном Велсу. Ово релативно младо доба одражава потенцијал очувања ове врсте лежишта; јер се обично налазе у зонама високо активних тектонских и геолошких процеса, попут деформација, подизања и ерозије. Међутим, може се догодити да је нагнута расподела према већини лежишта мања од 20 милиона година барем делимично артефакт истраживачке методологије и претпоставки модела, јер су познати примери у подручјима која су пре била деломично или недовољно делимично истражена. Према њиховим старијим староседиоцима, али за које је касније откривено да садрже велике примере светске класе много старијих порфирских лежишта бакра. 

### Процеси магме и плашта
Генерално, већина великих порфирских лежишта повезана је са калц-алкалним упадима, мада су и нека од највећих лежишта богата златом повезана са саставима високо-К калц-алкалне магме. Бројна порфирска лежишта бакра и злата светске класе смештена су у упадима високог К или шошонитија, као што су рудник бакра и злата Бингхам у САД, рудник бакра и злата у Грасбергу у Индонезији, рудник бакра-злата у Аустралији Нортхпаркес, бакар-злато Оиу Толгои рудник у Монголији и проспект бакра-злата Песцханка у Русији.
Сматра се да су магме одговорне за формирање порфира настале делимичним топљењем горњег дела постдукције, застале плоче које су измењене морском водом. Плитко одузимање младих, плутајућих плоча може резултирати производњом адакитних лава делимичним топљењем. Алтернативно, метасоматизирани клинови плашта могу створити високо оксидоване услове што резултира сумпорним минералима који ослобађају рудне минерале (бакар, злато, молибден), који се тада могу превести до горњег нивоа коре. Топљење плашта може такође бити индуковано преласком са конвергентних на трансформаторске ивице, као и затезањем и повлачењем подводне плоче. Ипак, последње веровање је да дехидрација која се догоди на блусхист - еклогит транзицији утиче на већину загушених плоча, а не на делимично топљење.
Након дехидрације, течна средства богата раствором ослобађају се из плоче и метасоматизирају горњи клин плашт астеносфере сличне МОРБ-у,обогаћујући га испарљивим и великим јонским елементима литофила (ЛИЛЕ). . Садашње веровање је да је генерација андезита магме вишестепено,и укључује топљење и асимилацију коре примарне базалтске магме, складиштење магме на дну коре (подвлачење густом, мафијском магмом како се успиње) и хомогенизацију магме. Подвучена магма ће додати пуно топлоте на базу коре, изазивајући тако топљење кристала и асимилацију стена доњег кристала, стварајући подручје са интензивном интеракцијом плашта магме и магматске кости. Ова прогресивно развијајућа магма ће се обогатити испарљивим елементима, сумпором и некомпатибилним елементима - идеална комбинација за стварање магме која је способна да створи лежиште руде. Од овог тренутка до еволуције лежишта порфира потребни су идеални тектонски и структурални услови да би се омогућио транспорт магме и обезбедило њено примање у горњим нивоима крста.

### Тектонске и структурне контроле
Иако су лежишта порфира повезана са лучним вулканизмом, они нису типични производи у том окружењу. Верује се да тектонска промена делује као окидач за формирање порфира. Пет кључних фактора може довести до развоја порфира: 1) компресије која спречава успон магме кроз коре, 2) резултирајућа већа плитка магмина комора, 3) појачана фракција магме заједно са испарљивим засићењем и стварањем магматско-хидротермалних течности, 4) сабијање ограничава одбојке од развијања у околну стену, концентришући на тај начин течност у једну залиху, и 5) брзо подизање и ерозија поспешује декомпресију и ефикасно, евентуално таложење руде.
Порфирска лежишта се обично развијају у регионима који су зоне ниског угла (равне плоче) субдукције . Зона субдукције која прелази из нормалне у равну а затим натраг у нормалну субдукцију ствара низ ефеката који могу довести до стварања порфирских наслага. У почетку ће се смањити алкални магматизам, хоризонтално скраћивање, хидратација литосфере изнад равне плоче и мали проток топлоте. По повратку у нормалну субдукцију, врућа астеносфера ће поново бити у контакту са хидратизираним плаштом, узрокојући влажно топљење, доћи ће до топљењa раствора кристала током проливања талине плашта и литосферног стањивања и слабљења услед повећаног топлотног тока. Подвлачна плоча може се подићи асеизмичким гребенима, подморским ланцима или океанским висоравнима - који могу пружити повољно окружење за развој порфирских лежишта. Ова интеракција између зона субдукције и поменутих океанских карактеристика може објаснити развој више металогених појасева у датом региону; као што сваки пут када зона субдукције делује у интеракцији с једном од ових карактеристика, то може довести до стварања руде. Коначно, у океанским острвским луковима субдукција гребена може довести до спљоштења плоча или преокрета лука; док у континенталним луковима може довести до раздобља субдукције равних плоча .
Показано је да преокрет лука мало унапред формира порфирне наслаге на југозападном Тихом океану, после судара. Преокрет лука настаје због судара између острвског лука и било којег другог острвског лука, континента или океанске висоравни. Судар може резултирати прекидом субдукције и на тај начин изазвати топљење плашта.
Порфирска лежишта углавном немају потребну структурну контролу за њихово формирање; иако су неки раседи и облици тела повезани. Присуство интра-лучних система грешака је корисно, јер могу да локализују развој порфира. Поред тога, неки аутори су наговестили да су појаве пресека између прелазних фрагмената на континенту и лучно-паралелних структура повезане са формирањем порфира. То је у ствари случај чилијских лежишта бакра из Лос Бронцес- а и Ел Тениенте-а, од којих се сваки налази на пресеку два система грешака.

## Карактеристике
Карактеристике лежишта бакра укључују:
- Рудна тела су повезана са вишеструким упадима и насипа од диорита до кварцмонцонит композицијаа са порфирским текстурама.
- Зоне Бреча са угластим или локално заобљеним фрагментима обично су повезане са уљезима. Минерализација сулфида се обично дешава између фрагмената или унутар њих. Ове зоне бреча су обично хидротермалне природе и могу се манифестовати као шљунчане насипа.[10]
- Наслаге обично имају спољну зону измене минерала епидота - хлорита .
- Зона промене кварца - серицита обично се јавља ближе центру и може претиснути.
- Централна калијумска зона секундарних промена биотита и ортокласа обично је повезана са већином руде.
- Преломи су често испуњени или превучени сулфидима или кварцним жилама са сулфидима. Уско размакнути преломи више оријентација обично су повезани са рудом највишег степена.
- Горњи делови наслага порфирног бакра могу се подвргнути обогаћивању супергена. Ово укључује метале у горњем делу који се растварају и носе до испод водене табеле, где се таложе.

Налазишта порфирног бакра обично се ваде отвореним методама.

## Примери

### Мексико
- Канејнија
- Ла Каридад
- Санто Томас

### Чиле
- Серо Колорадо [4]
- Чаквитумата
- Колахуси
- Ескондида
- Ел Абра
- Ел Салвадор
- Ел Тениенте
- Лос Пеламбрес
- Радомир Томић

### Перу
- Токуепала
- Серо Верде, југоисточно од града Арекуипа

### Америка
- Ајо, Аризона
- Багдад, Аризона
- Лаванде Пит, Бизби, Аризона
- Моренци, Аризона
- Шљунак, Аљаска
- Рудник Сафорд, Сафорд, Аризона
- Сан Мануел, Аризона
- Сиерита, Аризона [11]
- Резолуција Бакар, Супериор, Аризона
- Ел Чино, Санта Рита, Нови Мексико
- Ели, Невада
- Рудник кањона Бингхам, Јута
- Раи Мине, Аризона [12]

### Индонезија
- Бату Хиџау, Сумбава
- Грасберг, Западна Папуа, са> 3 милијарде тона на 1 ппм Ау, једно је од највећих и најбогатијих лежишта порфира било које врсте
- Туџух Букит, Јава, још увек је у истраживању, али вероватно ће бити већи од Бату Хиџауа [13]
- Сунгаи Мак и Табанг Кири, Горонтало, са 292 милиона тона злата 0,50 ппм и 0,47% бакра [14]

### Аустралија
- Рудник Кердиа-Ричвеј у Новом Јужном Велсу, лежиште бакра и злата минирано отвореном јамом и пећинском блокадом.
- Нортпакс лежиште бакра порфира, Нови Јужни Велс, са 63 милиона тона на 1,1% Цу и 0,5 ппм Ау.

### Папуа Нова Гвинеја
- Ок Теди
- Пангуна / Боугаинвилле Цоппер
- Пројект Вафи-Голпу / Рудник Вафи-Голпу

### Остало
- Коклесито, Панама [15]
- Рудник Мајданпек, Србија [4]
- Оиу Толгои је једно од највећих и најбогатијих налазишта порфира на свету, Монголија
- Ла Каридад, Сонора, Мексико
- Дизон, Филипини
- Пројект бакарног злата Саиндак, Пакистан [16]

## Лежишта руфиног типа за метале који нису бакар
Бакар није једини метал који се јавља у порфирним лежиштима. Постоје и налазишта порфирне руде, ископани превасходно за молибден, од којих многи садрже врло мало бакра. Примери лежишта порфиријског молибдена су Клајмакс, Урад, Мт. Депони Еммонс и Хендерсон у централном Колораду ; лежишта Белог бора и борове шуме у Утаху  ; лежиште Куеста у северном делу Новог Мексика ; и Ендако у Британској Колумбији.
Амерички геолошки институт класификовао је лежишта Цхоролкуе и Катави у Боливији као лежишта порфиријског кала .
Нека лежишта бакра од порфира у окружењима океанске коре, попут оних на Филипинима, Индонезији и Папуи Новој Гвинеји, довољно су богата златом да се називају лежишта бакра и злата порфира.